# Estación de El Campello (TRAM Alicante)
El Campello es una estación del TRAM Metropolitano de Alicante donde prestan servicio las líneas 1 y 3. Está en pleno centro del casco urbano de Campello.

## Localización y características
Se encuentra ubicada en la avenida de la Estación, desde donde se accede. En esta parada se detienen los tren-tram de la línea 1 y los tranvías de la línea 3, pudiendo realizarse transbordos entre ambas líneas. Dispone de tres andenes, tres vías, el edificio de la estación y otro edificio de nueva construcción donde está la cafetería.

## Antecedentes
El 15 de agosto de 2003 se puso en servicio el primer recorrido tranviario entre la parada de Puerta del Mar de Alicante y El Campello. Posteriormente, el 10 de mayo de 2007 se puso en servicio el nuevo tramo comprendido entre la parada de La Isleta y la estación de Mercado, lo que permitió la conexión directa desde Campello con el centro de la ciudad de Alicante. Finalmente, el 18 de junio de 2010 se inauguró la estación de Luceros, pasando a ser el punto inicial de la línea 3 a Campello.

## Líneas y conexiones
| << Cabecera | < Estación    | Línea | Estación >     | Cabecera >> |
| ----------- | ------------- | ----- | -------------- | ----------- |
| Luceros     | Lucentum      |       | Poble Espanyol | Benidorm    |
| Luceros     | Pla Barraques |       | Terminal       | El Campello |

Enlace con la línea de bus urbano El Campello: Línea C2, Venta Lanuza-El Campello-Barrio Bonny.
Enlace con la línea de bus metropolitano TAM (Alcoyana): Línea 21, Alicante-Playa San Juan-Campello.
Enlace con las líneas de bus interurbano Subús (Alcoyana): Línea C52, Busot-El Campello y la línea C53, Hospital de Sant Joan-El Campello.

## Evolución del Tráfico
La evolución del número de viajeros en El Campello en los últimos años ha sido la siguiente:

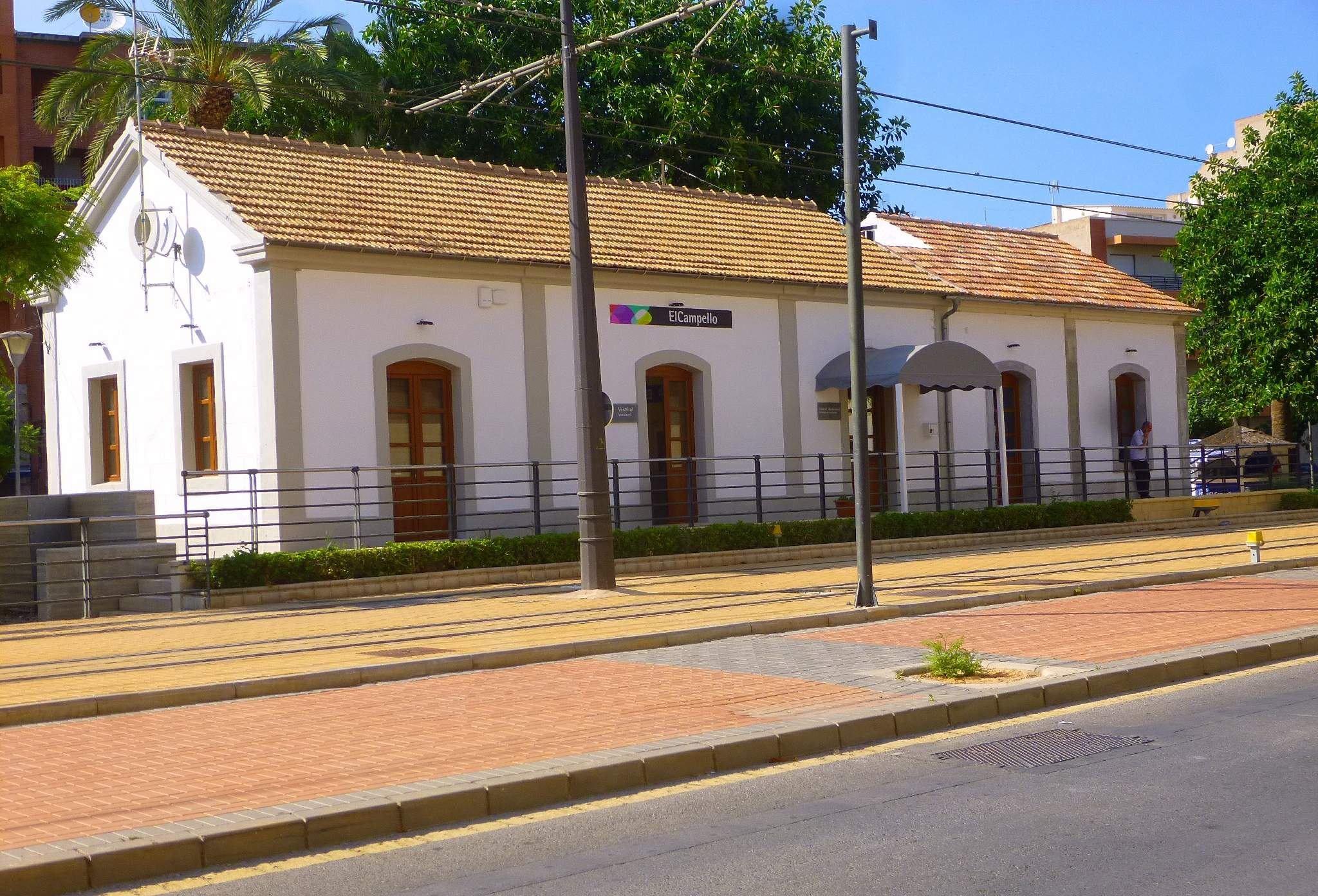
Edificio estación El Campello.

| Año       | 2017    | 2018    | 2019    | 2020    | 2021    | 2022    |
| --------- | ------- | ------- | ------- | ------- | ------- | ------- |
| Pasajeros | 364.637 | 539.982 | 558.354 | 311.142 | 400.301 | 540.622 |